# RedTube
RedTube là trang web chia sẻ nội dung khiêu dâm. Vào tháng 9 năm 2009 trang đứng trong 100 trang web hàng đầu thế giới của bảng xếp hạng Alexa. Đến tháng 6 năm 2010 nó ra khỏi top 100, nhưng trở lại vào giữa năm 2012. Tính phổ biến của trang được gán cho cái tên không có liên quan tình dục, mà là một tham chiếu đến trang web chia sẻ video không khiêu dâm YouTube. Trang web này có trụ sở tại Houston, Texas và có các máy chủ ở San Francisco và New Orleans.

## Lịch sử
Wired báo cáo rằng Redtube.com là một trong 5 trang web phát triển nhanh nhất vào tháng 12 năm 2007.
Cơ sở dữ liệu của trang web bị tin tặc Thổ Nhĩ Kỳ truy cập và tạm thời đóng cửa bởi vào tháng 10 năm 2008.
Trong năm 2009, RedTube là một trong 12 trang web khiêu dâm bị tòa án Sri Lanka chặn không cho truy cập vào trang web, nơi chứa hình ảnh "hư hỏng" của phụ nữ và trẻ em Sri Lanka.
Vào tháng 9 năm 2013, một trong những video bị chặn ở Nga do Luật Liên bang về Bảo vệ trẻ em khỏi những thông tin có hại cho sức khoẻ và sự phát triển.

## Mua lại
Manwin đã đệ trình thông báo sáp nhập để mua RedTube.com từ Bright Imperial Ltd vào ngày 31 tháng 7 năm 2013.